# Явенков, Евгений Герасимович
Евге́ний Гера́симович Явенко́в (28 сентября 1921 года — 14 июня 1993 года) — участник Великой Отечественной войны, командир отделения взвода пешей разведки 267-го гвардейского стрелкового полка 89-й гвардейской стрелковой дивизии 37-й армии Степного фронта, Герой Советского Союза.

## Биография

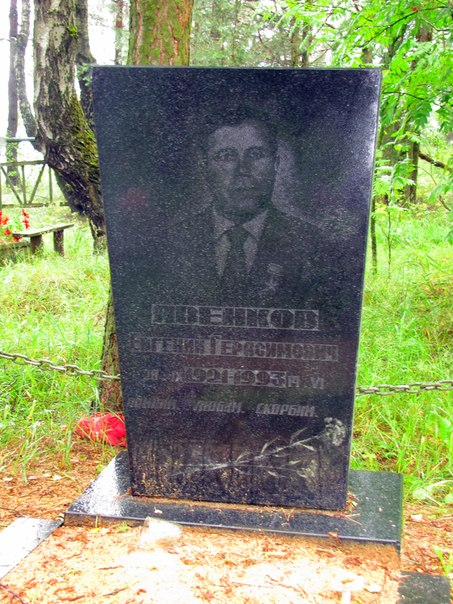
Могила Явенкова в Зимонино

Родился 28 сентября 1921 года в деревне Зимонино (ныне — Шумячского района Смоленской области) в семье крестьянина. Русский. Член ВКП(б) с 1943 года. Окончил 7 классов. Работал в колхозе.
В Красную армию призван 11 июля 1941 года. С октября 1941 года Евгений Явенков на фронте. Участвовал в боях с немецкими войсками под Москвой, на Дону, на Курской дуге, освобождал города Белгород, Харьков.
Гвардии сержант Явенков отличился 29 сентября 1943 в боях при форсировании реки Днепр в районе села Келеберда (Кременчугский район Полтавской области). В составе группы из пяти разведчиков-добровольцев на рыбачьей лодке переправился через реку. За короткий срок разведчики очистили от врага первую траншею. В их руки попали два станковых пулемета и пушка. На захваченном рубеже разведчики, используя своё и трофейное оружие, отразили несколько контратак противника. Бой длился более 3-х часов. Сержант Явенков лично уничтожил около 20 вражеских солдат и офицеров, гранатой подорвал немецкий танк. Гвардейцы разведчики удержали плацдарм до подхода подкрепления.
Указом Президиума Верховного Совета СССР от 20 декабря 1943 года «за образцовое выполнение заданий командования и проявленные мужество и героизм в боях с немецко-фашистскими захватчиками» гвардии сержанту Явенкову Евгению Герасимовичу присвоено звание Героя Советского Союза с вручением ордена Ленина и медали «Золотая Звезда» (№ 4446).
В 1945 году старшина Явенков демобилизован. Возвратился в родную деревню. До ухода на пенсию работал в совхозе «Студенецкий» бригадиром, заведующим молочно-товарным пунктом. Умер 14 июня 1993 года.

## Награды
- Герой Советского Союза № 4446;
- орден Ленина;
- орден Отечественной войны I степени;
- медали.

## Память
- Имя Героя присвоено Шумячской и Найдейковичской средним школам.